# NGC 379
NGC 379 ist eine linsenförmige Galaxie vom Hubble-Typ S0/a im Sternbild Fische auf der Ekliptik. Sie ist schätzungsweise 256 Millionen Lichtjahre von der Milchstraße entfernt und hat einen Durchmesser von etwa 105.000 Lichtjahren.

Gemeinsam mit NGC 375, NGC 380, NGC 382, NGC 383, NGC 384, NGC 385, NGC 386, NGC 387 und NGC 388 bildet sie die Galaxienkette Arp 331. 
Halton Arp gliederte seinen Katalog ungewöhnlicher Galaxien nach rein morphologischen Kriterien in Gruppen. Diese Galaxiengruppe gehört zu der Klasse Ketten von Galaxien.
Das Objekt wurde am 12. September 1784 von dem deutsch-britischen Astronomen Wilhelm Herschel entdeckt.